# Naddoddr
| En ce moment je travaille sur : rien |

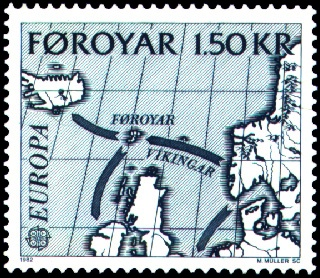
Route of the Vikings
Faroe Postal Service, 15 March 1982

Naddoddr ou Naddoður (en islandais) ou Naddoddur (en féroïen) était un viking norvégien. Il est né à Agder, dans ce qui est aujourd'hui le sud de la Norvège. Il fut l'un des premiers colons des îles Féroé après que Grímr Kamban soit devenu le premier à s'y installer vers 825. Il fut également l'un des premiers à avoir découvert l'Islande.
Le Landnámabók, un manuscrit médiéval islandais, décrit de manière très détaillée la colonisation de l'Islande (en islandais : landnám) par les Scandinaves aux IXe et Xe siècles. Selon le celui-ci, l'Islande a été découverte par Naddodd, qui naviguait de la Norvège vers les îles Féroé, mais s'est perdu et a dérivé vers la côte est de l'Islande probablement à Reyðarfjörður. Naddodd est arrivé sur le rivage d'une terre avec une baie et des montagnes près de ce qui est aujourd'hui la ville islandaise de Reyðarfjörður. Bien qu’il ait escaladé une montagne pour rechercher la fumée s’élevant des cheminées, il n’a vu aucun signe d’activité humaine. Naddodd a décidé de poursuivre son voyage vers les îles Féroé, mais alors qu'il retournait à son bateau, il a commencé à neiger, il a donc nommé la terre Snowland (Snæland). L'île fut plus tard connue sous le nom d'Islande (Ísland) à la suite de la colonisation de Hrafna-Flóki Vilgerðarson,. Naddodd était le père probable d'Ann Naddodsdóttir des Shetland. Naddodd avait un lien de parenté lointain avec Erik le Rouge et son fils, Leif Erikson
- (en) Cet article est partiellement ou en totalité issu de l’article de Wikipédia en anglais intitulé « Naddodd » (voir la liste des auteurs).